# Homec, Kobarid
Homec este o localitate din comuna Kobarid, Slovenia, cu o populație de 8 locuitori.